# Heiko Westermann
Heiko Westermann (Alzenau, Alemania, 14 de agosto de 1983) es un exfutbolista alemán. Jugaba de defensa y fue profesional entre los años 2000 y 2018. Desde julio de 2024 es entrenador asistente de Hansi Flick en el F. C. Barcelona.

## Biografía
Empezó su carrera profesional en la 2. Bundesliga con el SpVgg Greuther Fürth. En 2005 se marchó a jugar al Arminia Bielefeld, club con el que debutó en la 1. Bundesliga. Empezó siendo suplente, pero debido a la lesión de su compañero Petr Gabriel, tuvo un sitio en el once titular en su primera temporada. Marcó su primer gol en liga en la novena jornada, en un partido en el que su equipo ganó por tres goles a cero al Hertha BSC Berlin.
El 1 de julio de 2007 fichó por el F. C. Schalke 04, club que realizó un desembolso de 2,8 millones de euros para poder hacerse con sus servicios. En su primera temporada participa en la Liga de Campeones de la UEFA jugando todos los partidos hasta que fueron eliminado en cuartos de final.
En 2010 fichó por el Hamburgo S. V. por una cantidad cercana a los 7,5 millones de euros.
En 2015, después de cinco años, fichó por el Real Betis Balompié firmando un contrato por dos temporadas. Tras la primera de ellas rescindió su contrato y se marchó al Ajax de Ámsterdam. Posteriormente se unió al F. K. Austria Viena, el que acabó siendo el último equipo de su carrera que finalizó en abril de 2018.
En 2019 se unió a la DFB y trabajó en las categorías inferiores de la selección alemana hasta su marcha en julio de 2024 para ser entrenador asistente de Hansi Flick en el F. C. Barcelona.

## Selección nacional
Fue internacional con la selección de fútbol de Alemania en 27 ocasiones. Su debut como internacional se produjo el 6 de febrero de 2008 en el partido Austria 0 - 3 Alemania. 
Fue convocado por su selección para participar en la Eurocopa de Austria y Suiza de 2008, aunque no llegó a disputar ningún encuentro.

### Participaciones en Eurocopas
| Euro          | Sede            | Resultado  |
| ------------- | --------------- | ---------- |
| Eurocopa 2008 | Austria y Suiza | Subcampeón |

## Clubes
| Club                 | País         | Año       |
| -------------------- | ------------ | --------- |
| SpVgg Greuther Fürth | Alemania     | 2000-2005 |
| Arminia Bielefeld    | Alemania     | 2005-2007 |
| F. C. Schalke 04     | Alemania     | 2007-2010 |
| Hamburgo S. V.       | Alemania     | 2010-2015 |
| Real Betis Balompié  | España       | 2015-2016 |
| Ajax de Ámsterdam    | Países Bajos | 2016-2017 |
| F. K. Austria Viena  | Austria      | 2017-2018 |